# Stanisław Julian Ostroróg
Ne doit pas être confondu avec Valerien Ostroga ou Stanisław Julian Ignacy Ostroróg.
Pour les articles homonymes, voir Ostroróg (homonymie).
Stanisław Julian Ostroróg (1836-1890) est un photographe polonais, ayant exercé entre Londres et Paris. C'est sous le nom de Walery qu'il signe ses portraits faits en studio, à partir de la technique de la photogravure, nom devenu une véritable marque qui sera déclinée par deux autres personnalités en lien avec lui, Stanisław Julian Ignacy Ostroróg et Charles Auguste Varsavaux, avec lesquels il ne faut pas le confondre.

## Biographie

### Origines et jeunesse
Stanisław Julian Ostroróg serait né en janvier 1836 à Mahiliow, située à cette époque dans le Royaume du Congrès sous domination de l'Empire russe. Stanisław appartient à une lignée d'aristocrates polonais, qui prend part à l'insurrection de novembre 1830 contre l'occupant russe. La plupart des membres de la famille Ostrorógs partent en exil, entre autres en France, d'autres restent. Ainsi, le jeune homme est inscrit à l'école militaire du Corps des Pages à Saint-Pétersbourg, devient membre de la Garde impériale, puis sert, au grade de capitaine, lors de la guerre de Crimée. C'est au cours du conflit qu'il décide de changer de camp et rejoint le rang des Britanniques commandés par le général Storks et fréquente le corps des cosaques au service de l'Empire ottoman. Au cours des six années du conflit, Ostroróg devient adjudant du général polonais en exil Władysław Stanisław Zamoyski, et aurait, selon le propre témoignage de Nadar, commencé à prendre des clichés photographiques — un daguerréotype d'Adam Mickiewicz sur son lit de mort à Istanbul en 1855 serait de sa main.

### Londres
Après ce conflit militaire, Stanisław Julian Ostroróg s'installe en 1856 à Londres. Il se lance dans l'amélioration d'instruments de musique, entre autres la « melodina », avec un partenaire en affaires, un certain Szumlański, dépose des brevets, qu'il doit ensuite revendre à l'éditeur instrumentiste Chappell & Co. (en). Le 22 août 1862, il devient citoyen britannique, et épouse, le 4 octobre suivant Teodozja Waleria Gwozdecka, dix-sept ans, issue d'une famille de propriétaires terriens lituaniens. Le couple aura trois enfants, dont l'aîné, Stanisław Julian Ignacy (1863-1929), dit « Lucien Walery », sera également photographe et Léon Ostroróg (1867-1932), diplomate.

### Carrière photographique: un surprenant parcours

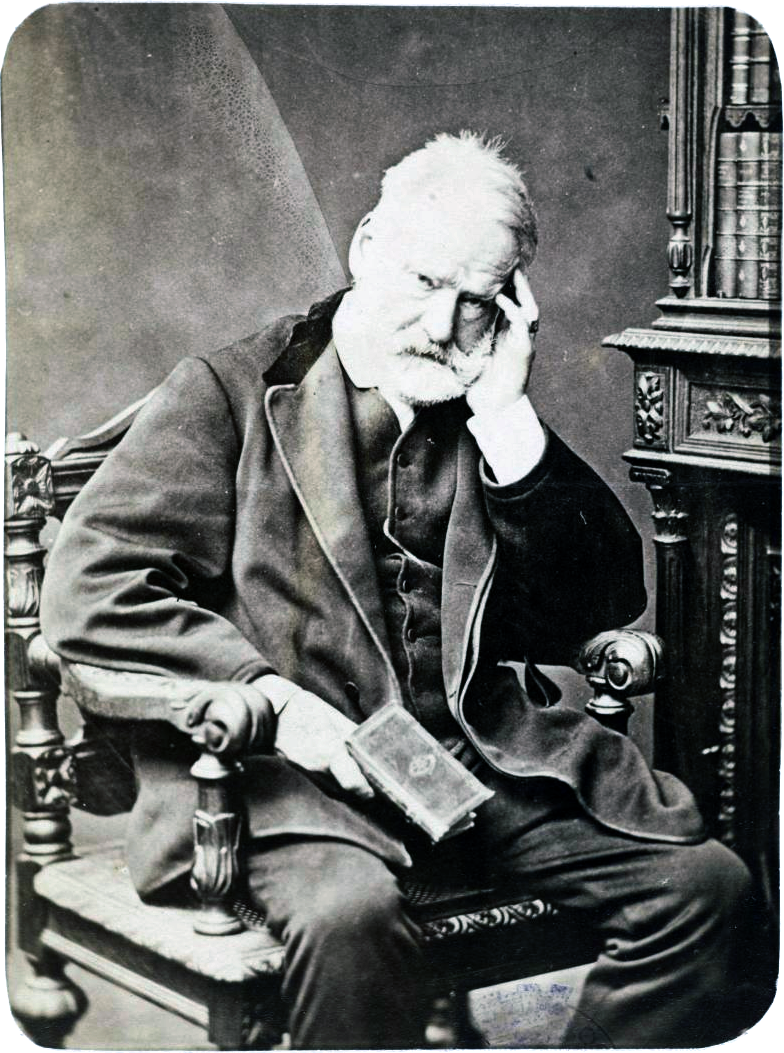
Victor Hugo par S. Ostroróg -Walery, Paris, 1875.

Stanisław Julian Ostroróg pratique activement la photographie à partir de 1864. Le témoignage le plus sérieux repose sur Paul Nadar, créateur de la revue Paris-Photographe en 1891 dans laquelle il rappelle que « Walery, de son vrai nom Comte Ostrorog (...) en même temps musicien et chercheur en toutes choses (...), mais c'est surtout la photographie qui fascinativement [sic] l'attire : vers 1864, il ouvre à Marseille, boulevard du Musée, son premier atelier ». Nadar poursuit et explique comment Walery revendit le studio de Marseille pour aller à Paris (fin 1871) au 9 bis de la rue de Londres ; de là, il fournit des clichés au Monde illustré. En 1878, il revend le studio parisien et s'en va à Nice en 1879 pour y fonder un nouveau studio. Il retourne à Londres faire de même, au 5 Conduit Street (en), studio actif dès mai 1883. On trouve enfin à partir de 1886-1887, un nouveau studio Walery [père] sur Regent Street, au numéro 164. Il devient très célèbre à ce moment-là pour un portrait de la reine Victoria. The Walery Photographer Studio devient le portraitiste attitré de la famille royale britannique, mais aussi de personnalités très en vue comme Frederic Leighton, Louis Pasteur et Sarah Bernhardt, de passage dans la capitale.
Les talents de Walery sont récompensés au cours d'expositions internationales, telles que Vienne en 1873, Philadelphie en 1876, Paris en 1878, Amsterdam en 1883, Nice en 1884, et Paris en 1889.
Divorcé le 2 décembre 1873, il épouse en secondes noces à Londres, le 21 décembre 1889, Maria Lacroix. Il meurt des suites d'un accident vasculaire cérébral le 31 mai 1890 à Londres.

### Postérité
À la mort de Walery en 1890, son fils Stanislaw Julian Ignacy, Count Ostrorog (1863-1929) reprend l’atelier de son père, et adopte le même pseudonyme, décliné parfois sour la forme « Lucien Walery », tout en étant en affaires avec Charles Auguste Varsavaux.

## Collections publiques
La National Portrait Gallery (Londres) conserve 281 portraits signés Walery ; elle lui consacra une exposition intitulée Victorian Women en 2005.